# The National
The National é uma banda estadunidense de indie rock e post-punk revival.
Nascidos originalmente no final dos anos 1990, em Ohio, nos Estados Unidos, mudaram-se para Nova Iorque e, depois do habitual período de apresentações ao vivo em pequenos espaços, gravaram o seu primeiro disco.
Se, durante alguns anos, tudo foi relativamente discreto – os álbuns The National (2001), Sad Songs for Dirty Lovers (2003) e o EP Cherry Tree (2004) circularam num universo mais ou menos fechado de admiradores do género indie rock, em 2005, com o lançamento de Alligator, o terceiro álbum, tudo mudou. De grupo de culto só para uma mão-cheia de pessoas passaram a grupo de culto de uma imensa minoria. Boxer, editado em 2007 e que prossegue a linha dos discos anteriores, canções onde a voz de Matt Berninger sobressai e a melancolia é sempre doce, consolidou o grupo como um dos nomes pop-rock mais apetecidos do momento. À semelhança do que aconteceu com o registo anterior, a banda recebeu grandes críticas por parte da imprensa que não se cansou de elogiar o talento de Matt Berninger enquanto letrista e frontman da banda.
O primeiro registo da banda, homônimo, surgiu em 2001 através de uma edição de autor. Dois anos mais tarde chegou ao mercado Sad Songs for Dirty Lovers que preparou a banda para o grande sucesso alcançado em 2005 com Alligator – um registo que foi considerado pela crítica especializada como o álbum do ano e que catapultou os The National para o estrelato. Depois da grande exposição mediática alcançada com Alligator, a banda entrou em digressão com o Arcade Fire mostrando ser uma das bandas norte-americanas em maior ascensão na Europa.

## Discografia

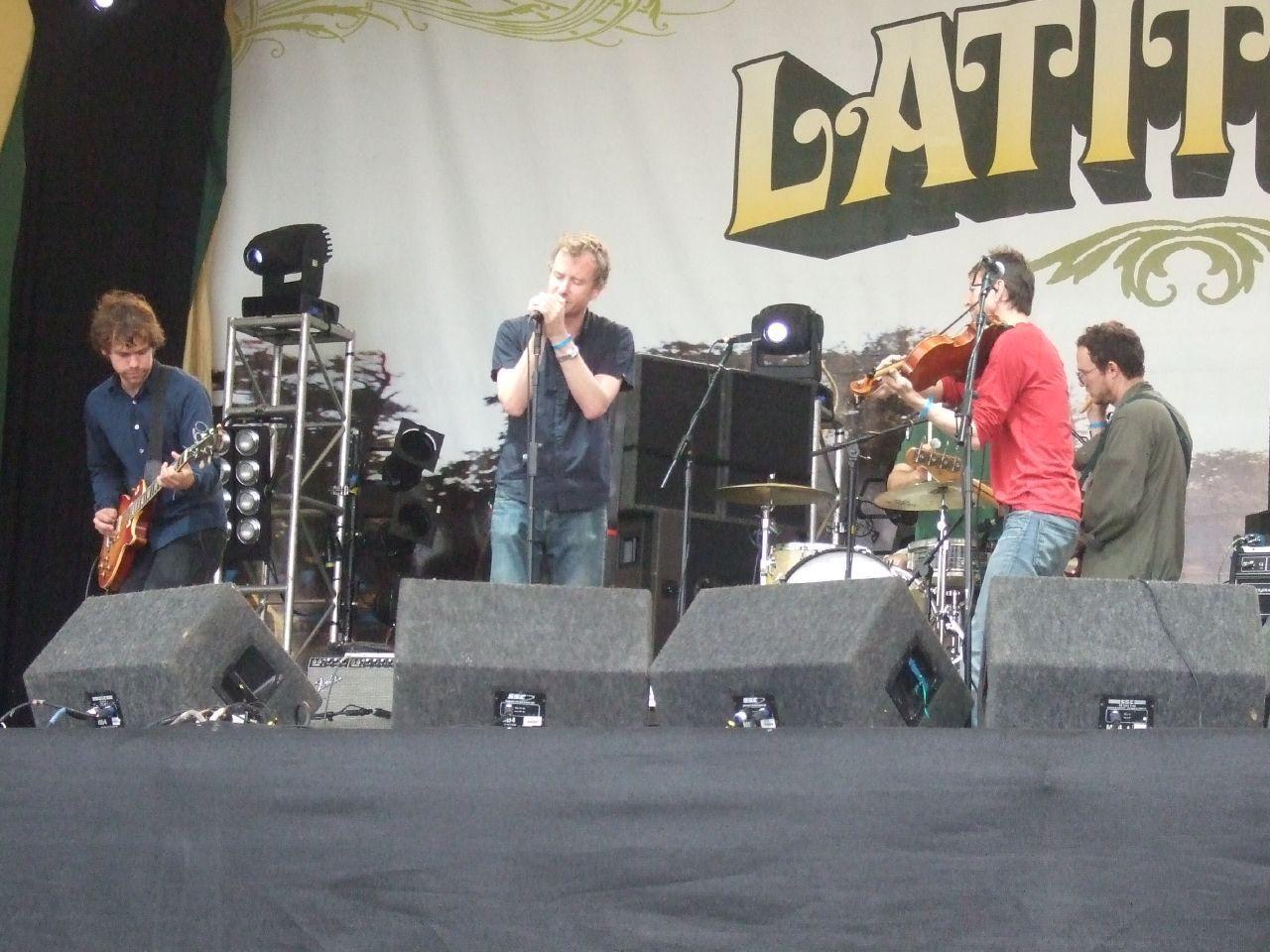
Apresentação de The National em 2007. O violinista é Padma Newsome.

### Estúdio
- The National (2001)
- Sad Songs for Dirty Lovers (2003)
- Alligator (2005)
- Boxer (2007)
- High Violet (2010)
- Trouble Will Find Me (2013)
- Sleep Well Beast (2017)
- I Am Easy to Find (2019)
- First Two Pages of Frankenstein (2023)
- Laugh Track (2023)

### EP
- Cherry Tree (2004)
- The Virginia EP (2008)

### SINGLES
- Abel (2005)
- Lit Up (2005)
- Secret Meeting (2005)
- Apartment Story (2007)
- Mistaken for Strangers (2007)
- Bloodbuzz Ohio (2010)
- Terrible Love (2010)
- THINK YOU CAN WAIT / EXILE VILIFY (2011)